# Steve Williams (aviron)
Pour les articles homonymes, voir Steve Williams.
Steve Williams, né le 15 avril 1976 à Royal Leamington Spa (Angleterre), est un rameur anglais. Il a remporté deux médailles d'or aux Jeux olympiques en 2004 et 2008.

## Biographie
Williams fait ses débuts internationaux en 1998 en Championnats du monde, faisant équipe avec Fred Scarlett en deux sans barreur. Il remporte sa première médaille d'or aux Championnats du monde 2000, en quatre avec barreur, puis sa deuxième en 2001. Aux jeux Olympiques 2004, il remporte la médaille d'or en quatre sans barreur avec Ed Coode, Matthew Pinsent et James Cracknell, et il est le seul de cette équipe à continuer à participer après les jeux. Alex Partridge, Peter Reed et Andrew Triggs-Hodge lui rejoignent pour la saison 2005, et ce quatuor reste imbattu pendant 2 ans et 27 courses. La majorité de cette équipe est actuellement tenant du titre olympique depuis 2008, mais Tom James remplace Alex Partridge.